# Kiełkowanie

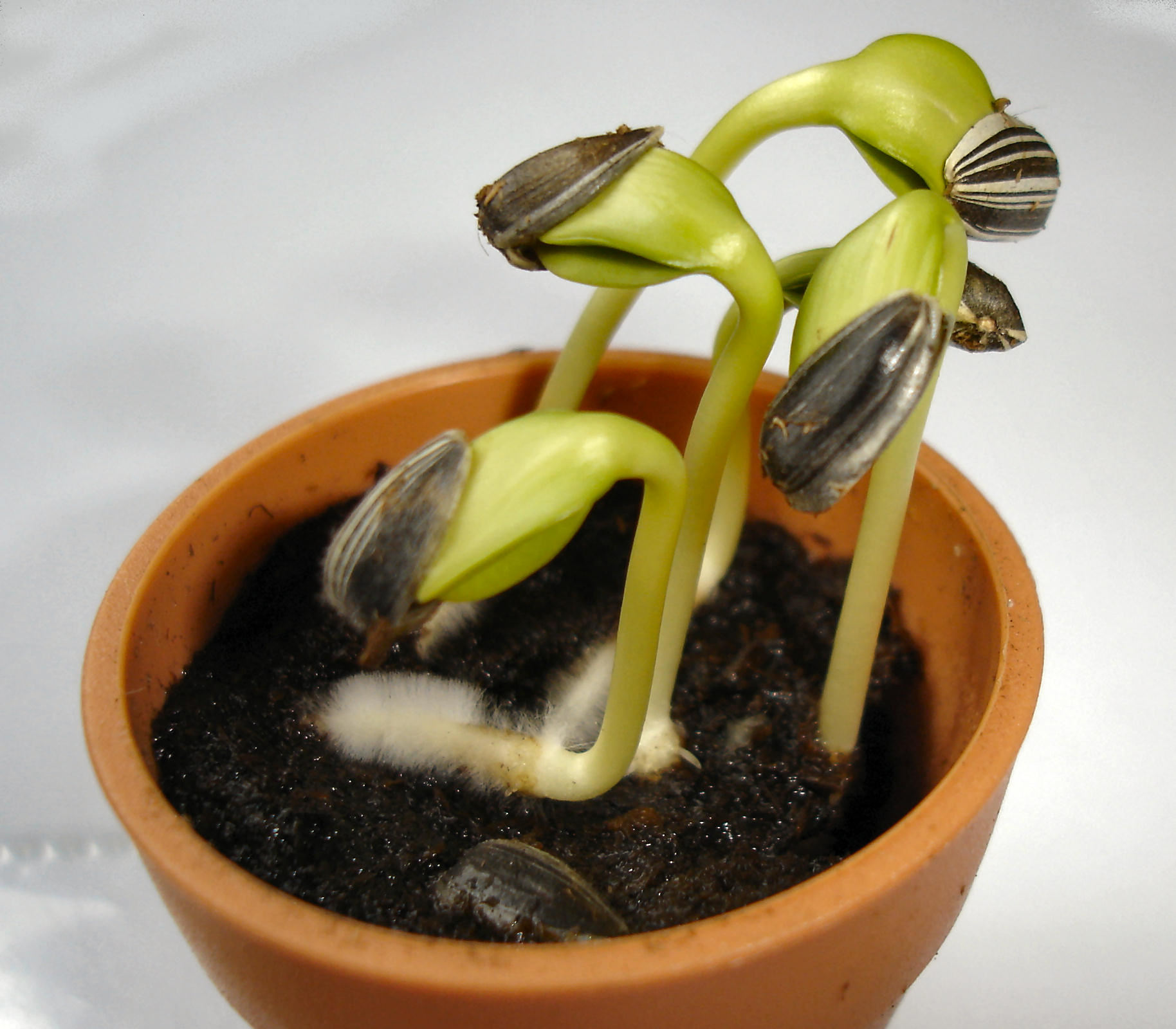
Trzydniowe kiełki słonecznika

Kiełkowanie (germinacja) – zespół procesów zachodzących wewnątrz nasiona, które prowadzą do aktywacji zarodka. Rozpoczęcie wzrostu siewki jest zakończeniem kiełkowania i rozpoczęciem następnej fazy rozwojowej. Makroskopowym objawem zakończonego kiełkowania jest pojawienie się korzonka zarodkowego, co jest już objawem wzrostu. 
Kiełkowanie polega na przemianie nasienia w siewkę.
Nasiono, zanim wykiełkuje, pobiera wodę z otoczenia. Potem przez łupinę zaczyna przedostawać się korzeń, a następnie na powierzchnię ziemi wydostaje się pęd, który wypuszcza liście. Liść będzie gotowy do działania wtedy, gdy powstanie w nim chlorofil i rozpocznie się fotosynteza. Do tego czasu młoda roślina musi żyć kosztem energii zmagazynowanej w nasieniu.
Nasiona mogą długo pozostawać w stanie spoczynku. W stanie życia utajonego pozostają tak długo, aż nastaną warunki umożliwiające kiełkowanie. Do kiełkowania potrzebne są przede wszystkim odpowiednio wysoka wilgotność i temperatura. Wzrost rośliny zaczyna się dopiero wtedy, gdy warunki są wystarczająco dobre. Na przykład na zachodzie Stanów Zjednoczonych nasiona traw nie kiełkują, dopóki nie zostanie osiągnięty pewien poziom opadów. Właściwość ta pozwala przeczekać lata katastrofalnie suche.

## Etapy kiełkowania[1]
- faza imbibicji
  - intensywne pobieranie wody, pęcznienie
  - wzrost oddychania
- faza kataboliczna
  - mobilizacja substancji zapasowych
  - synteza odpowiednich fitohormonów
  - pęknięcie łupiny nasiennej
  - pojawienie się korzenia
  - pojawienie się łodyżki
- faza anaboliczna
  - rozwijanie się liści
  - synteza nowych składników komórkowych

## Podział kiełkowania ze względu na umiejscowienie liścieni
- nadziemne (epigeiczne) – po pojawieniu się korzenia zarodkowego następuje wydłużenie hipokotylu, co powoduje wzniesienie liścieni nad powierzchnię gleby.
- podziemne (hipogeiczne) – wydłuża się epikotyl, a liścienie pozostają pod ziemią. Fotosynteza zaczyna się dopiero w pierwszych liściach.